# Jamie Anderson (golfer)
Jamie Anderson (St Andrews, 1842 – Thornton, 1905) was een Schotse professioneel golfer in de 19de eeuw.
Andersons vader, bijgenaamd 'Old Daw', was een clubmaker op St Andrews Links en verkocht bier vanuit een kraampje bij de vierde hole van de Old Course. Anderson hielp zijn vader en kwam daardoor al op jonge leeftijd in aanraking met golf. Wanneer hij niet als caddie hoefde te werken, oefende hij zijn golfvaardigheden. In 1873 nam hij deel aan het Brits Open op St Andrews, waar hij als tweede eindigde achter Tim Kidd.
Anderson won het Brits Open in 1877 op Musselburgh, in 1878 op Prestwick en in 1879 op St Andrews. Hij was de eerste golfer die driemaal op rij het Open won, op verschillende banen.  In 1880 nam hij niet deel aan het Open omdat hij te laat op de hoogte werd gebracht van de datum. In 1881 behaalde hij een tweede plaats en in 1882 eindigde hij als derde.
Nadat Anderson bekendheid had verworven, besloot hij golfclubs te gaan maken, net als zijn vader. In 1893 gingen zijn twee zonen ook in het bedrijf werken, dat toen de naam 'James Anderson and Sons' kreeg. Later werd de naam gewijzigd in 'The Golf Company' en nog later in 'The Kilrymont Golf Company'. De zaak liep zodanig slecht dat ze in dienst moesten treden bij anderen.
Anderson overleed op 63-jarige leeftijd in armoede en werd begraven bij de St Andrews Cathedral, naast een zoon die in 1863 was gestorven.

## Gewonnen
| Jaar | Toernooi   | Baan        | Score              | Prijs |
| ---- | ---------- | ----------- | ------------------ | ----- |
| 1877 | Brits Open | Musselburgh | 82 - 78 = 160      | £ 10  |
| 1878 | Brits Open | Prestwick   | 53 - 53 - 51 = 157 | £ 10  |
| 1879 | Brits Open | St Andrews  | 84 - 85 = 169      | £ 10  |